# テングタケ科
テングタケ科（学名：Amanitaceae）はハラタケ目に分類されるキノコの科のひとつ。

## 形態

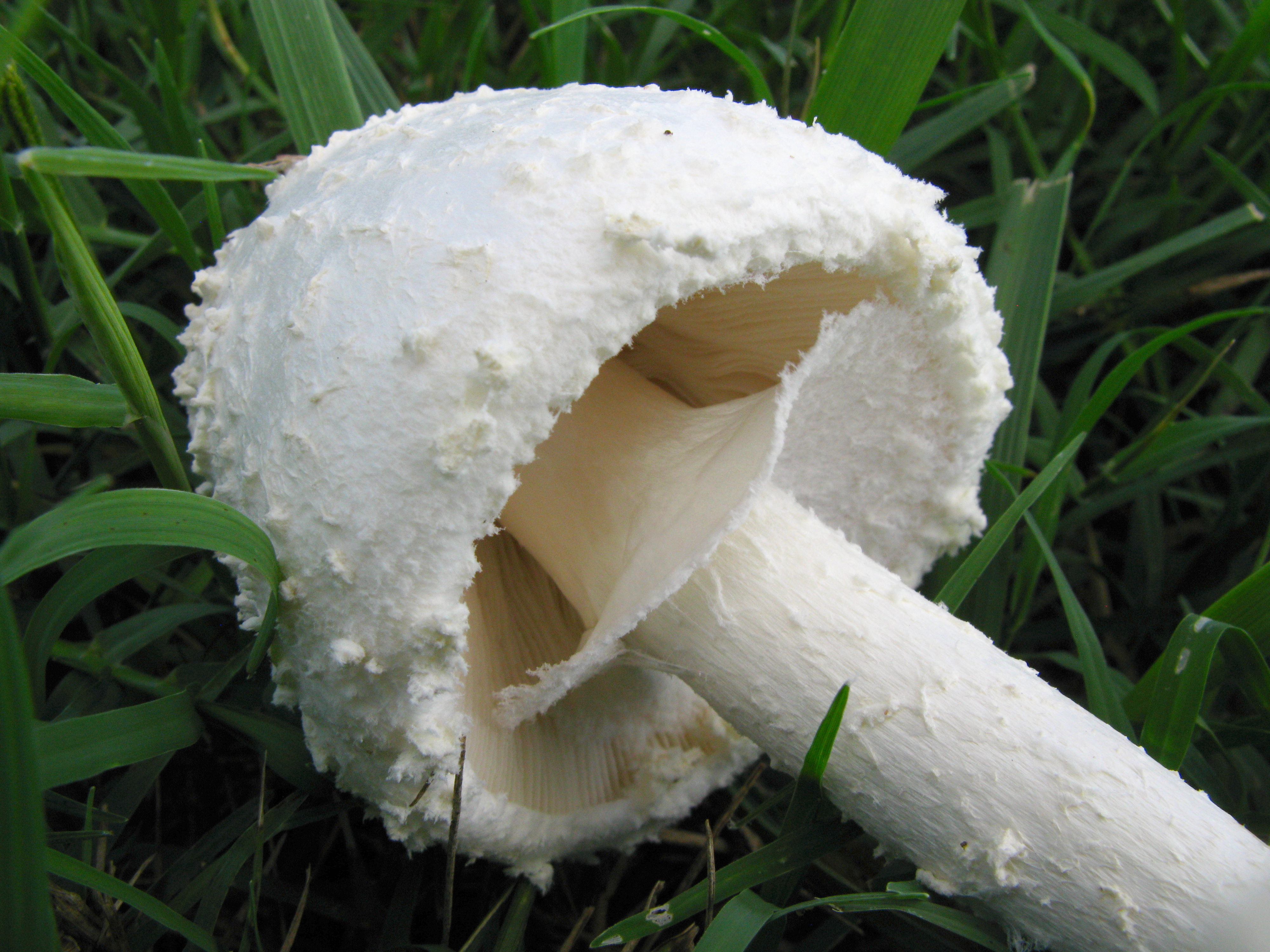
ヒダを覆っている膜が剥がれてツバになるSaproamanita thiersii

## 生態
テングタケ科の菌類の多くの種はマツ科およびブナ科を中心とした樹木の根と共生し、菌根を形成することで生活していると考えられている。樹木にとっては菌類の作り出す有機酸や抗生物質による土壌中の栄養分の吸収促進や病原微生物の駆除、菌類にとっては樹木が光合成で得られた栄養分の一部を受け取っている相利共生の関係がある。土壌中には菌根から菌糸を介して同種の樹木同士や他種植物に繋がる広大なネットワークが存在すると考えられている。ただし、一部の種については菌根性でないとかつてより指摘されており、これを分類学上も別グループに分ける研究者もいる。

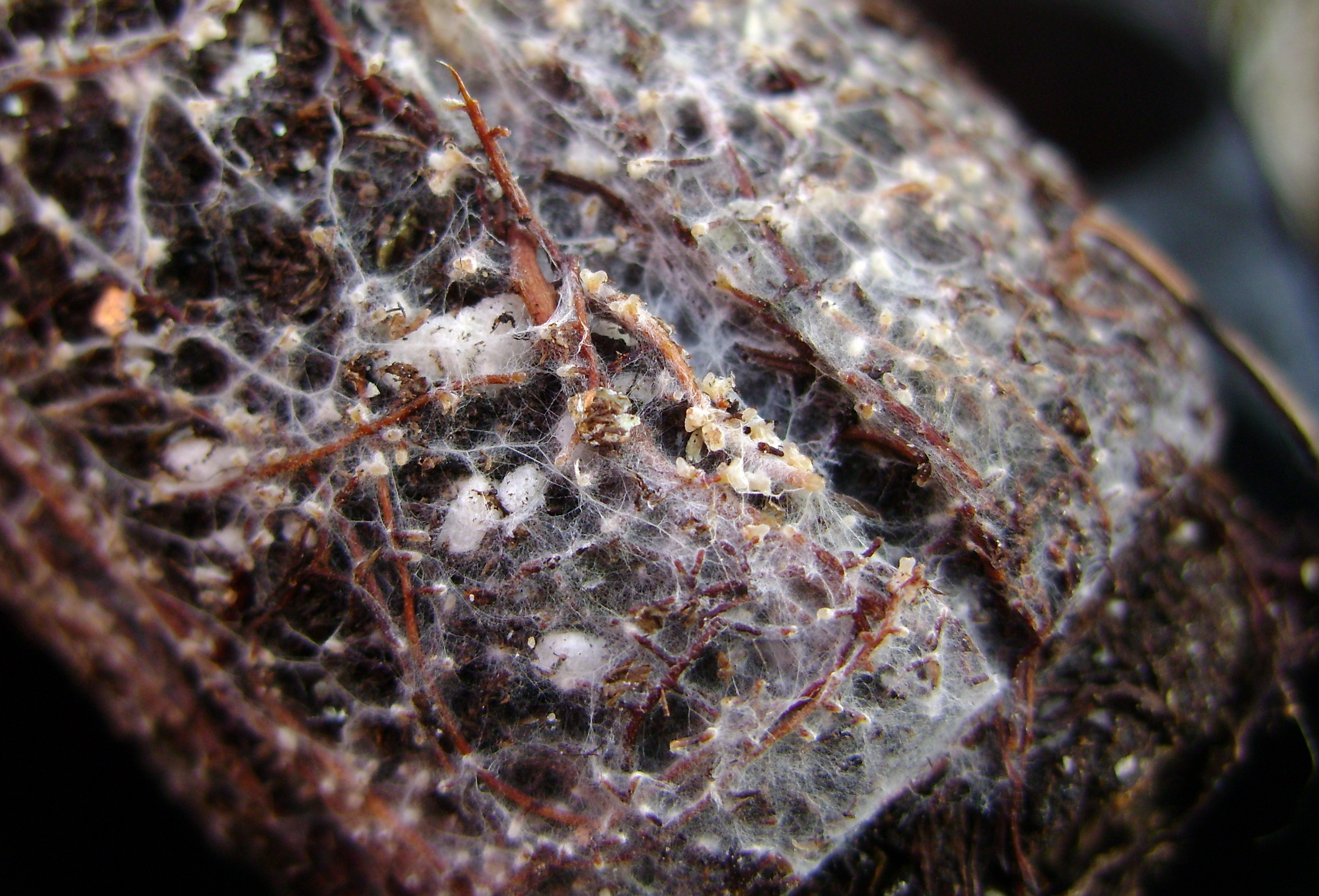
マツ科トウヒ属（Picea）樹木の根に形成された菌根
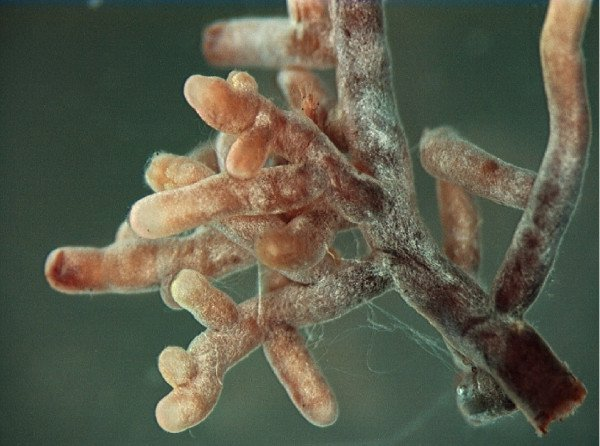
テングタケ科が共生した菌根の拡大図
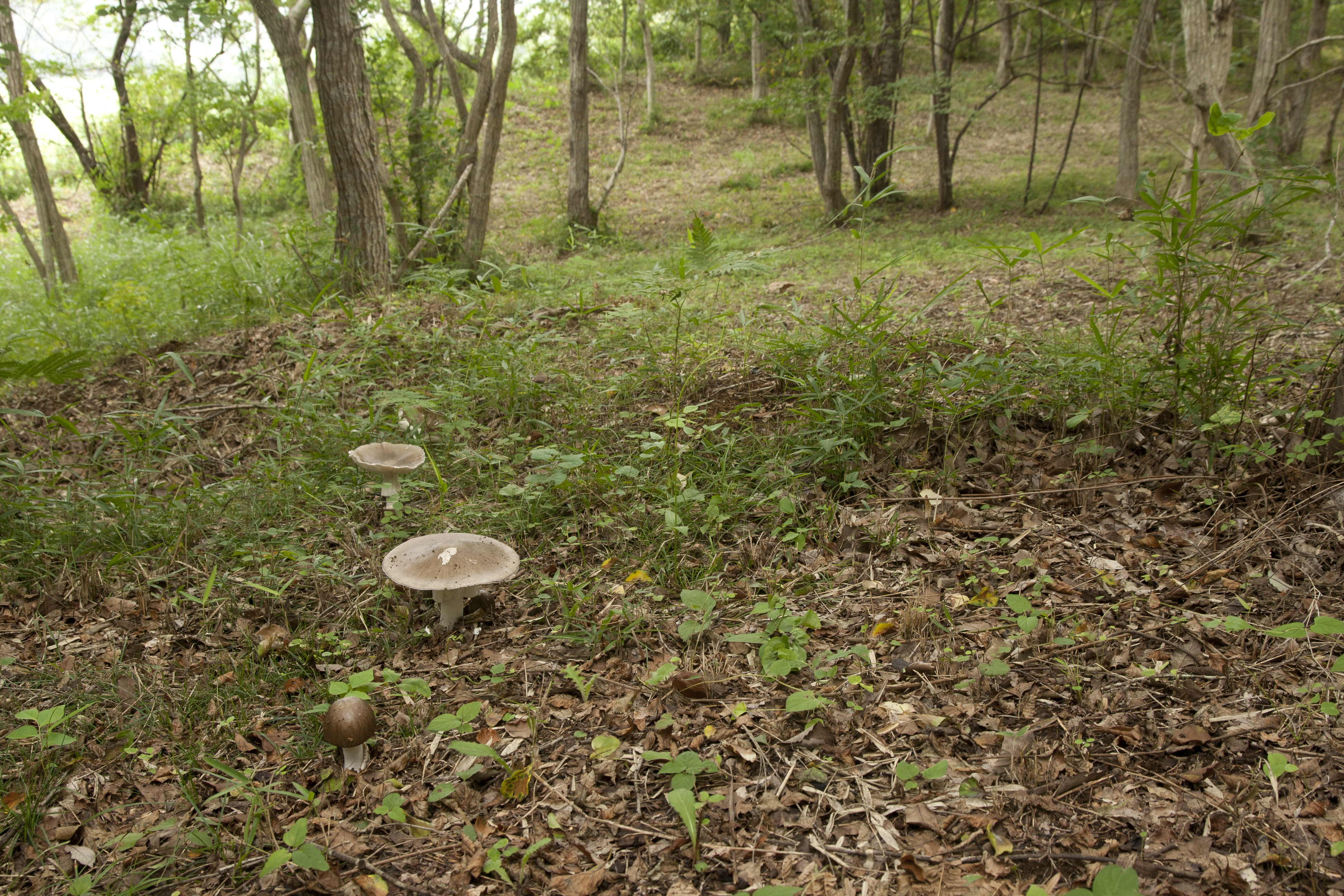
ブナ科森林に生えるコテングタケモドキ Amanita pseudoporphyria
菌根によるネットワークの模式図

## 人間との関係

### 食用
テングタケ科の多くの種は生きた樹木と共生する菌根性の菌類であるため、木材腐朽菌であるシイタケやナメコのような菌床栽培や原木栽培はできずに野外での採取が基本となる。子実体は壊れやすく長距離の流通にも向いていないものが多い。テングタケ属のタマゴタケおよびその近縁種のように食用となるものもあり、美味と評価する人もいる。一方でドクツルタケ及びその近縁種やタマゴテングタケのように致命的な毒キノコも多く含まれ誤食による中毒事故がしばしば報告される。
テングタケ属（Amanita）では毒成分として属名に由来するアマニチン（Amanitin）やアマトキシン（Amatoxin）などと呼ばれる毒性タンパク質が分離されている。これは細胞でのタンパク質合成を阻害し、細胞を壊死させる猛毒で毒性の強いとされるテングタケ属のキノコには大量に含まれている。毒性が強いだけでなく解毒剤が存在せず、また摂取から症状が発現するまでの時間が長いことも救命を難しくさせている。また、種類によってはイボテン酸（ibotenic acid）などの神経に作用するアミノ酸が有毒成分として含まれている。イボテン酸という名前自体がイボテングタケ（Amanita ibotengutake）から来ており、発見者も日本人である。

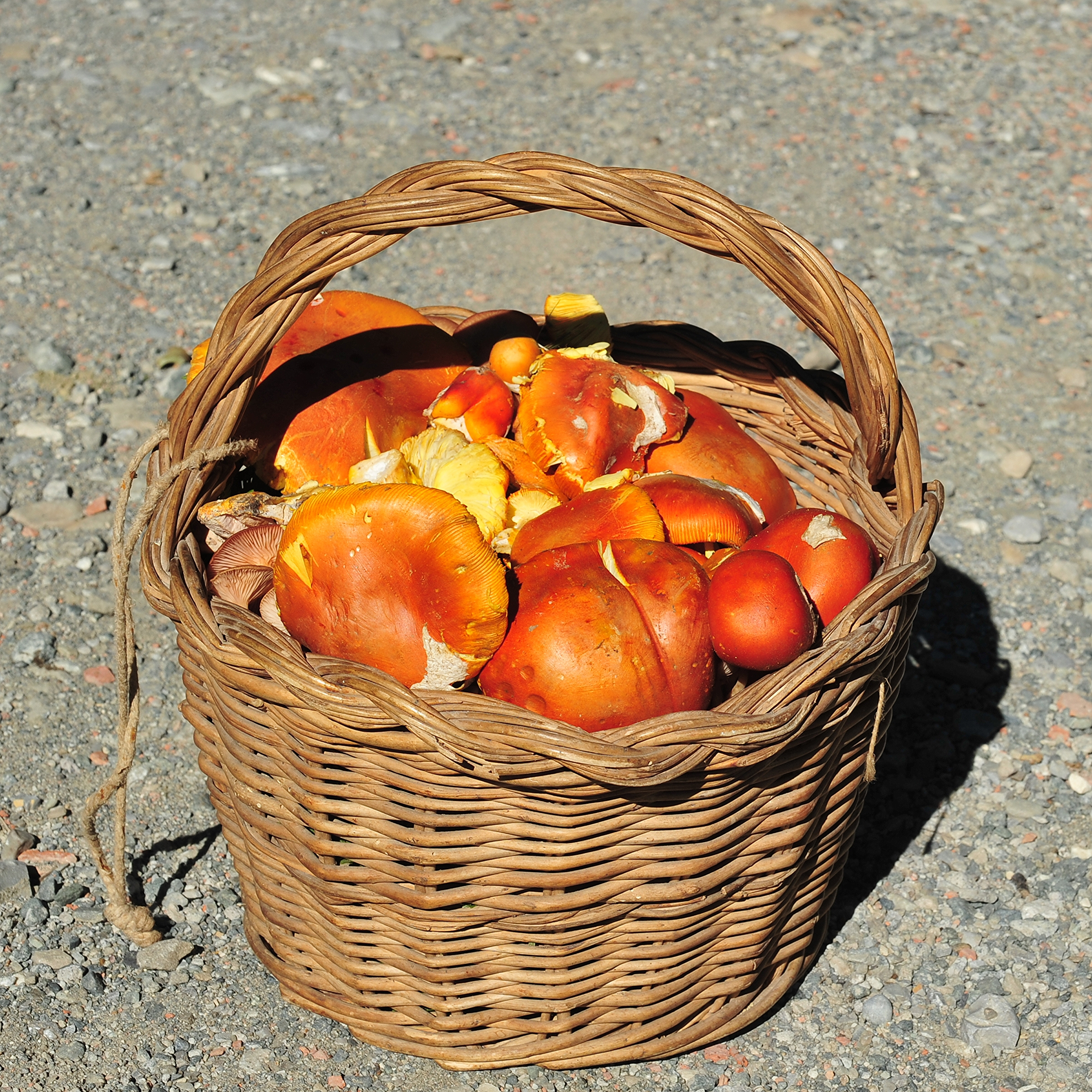
キノコ狩りで採取されたタマゴタケ近縁種
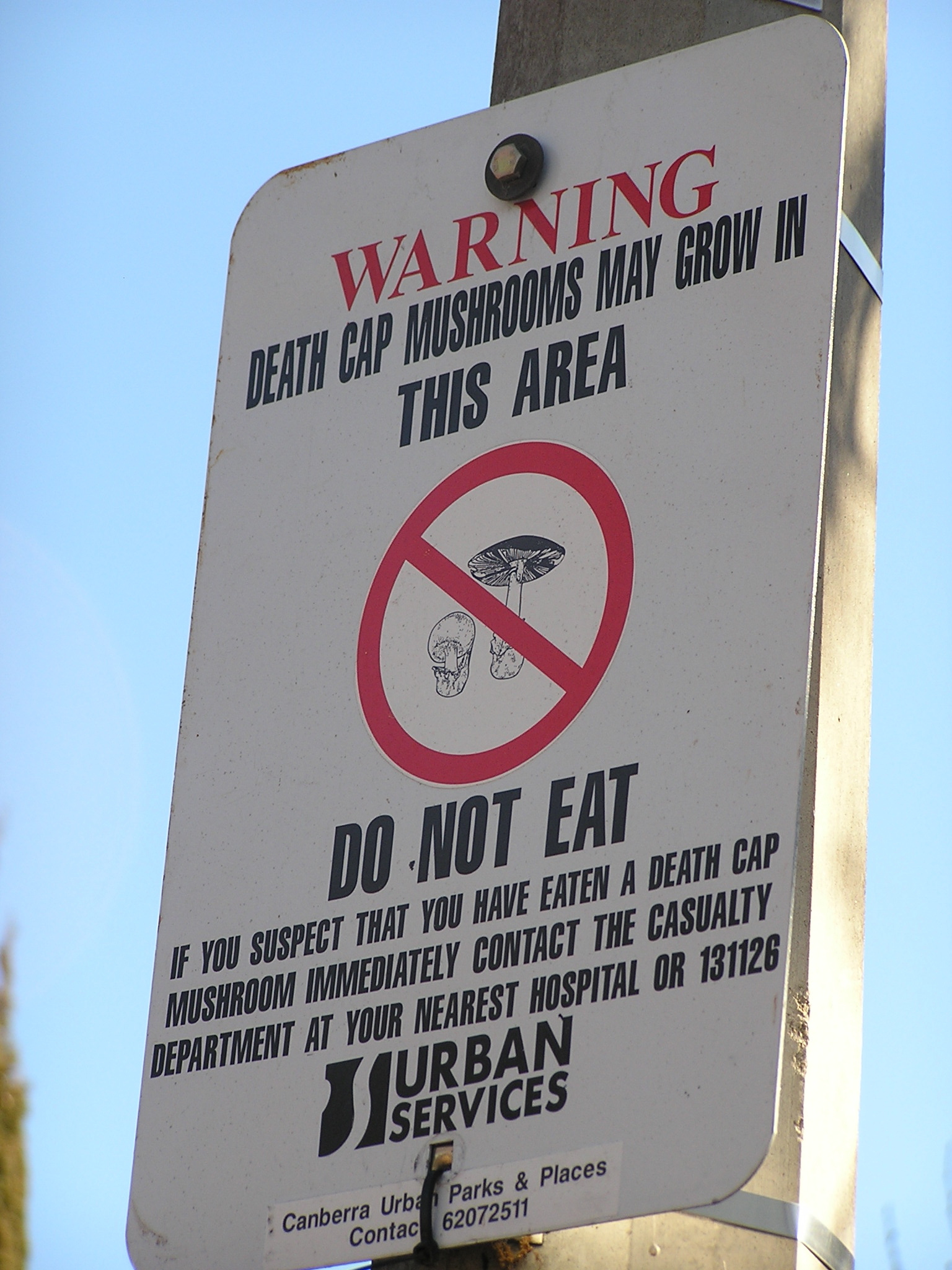
猛毒キノコが生えるので注意するようにという看板（オーストラリア）
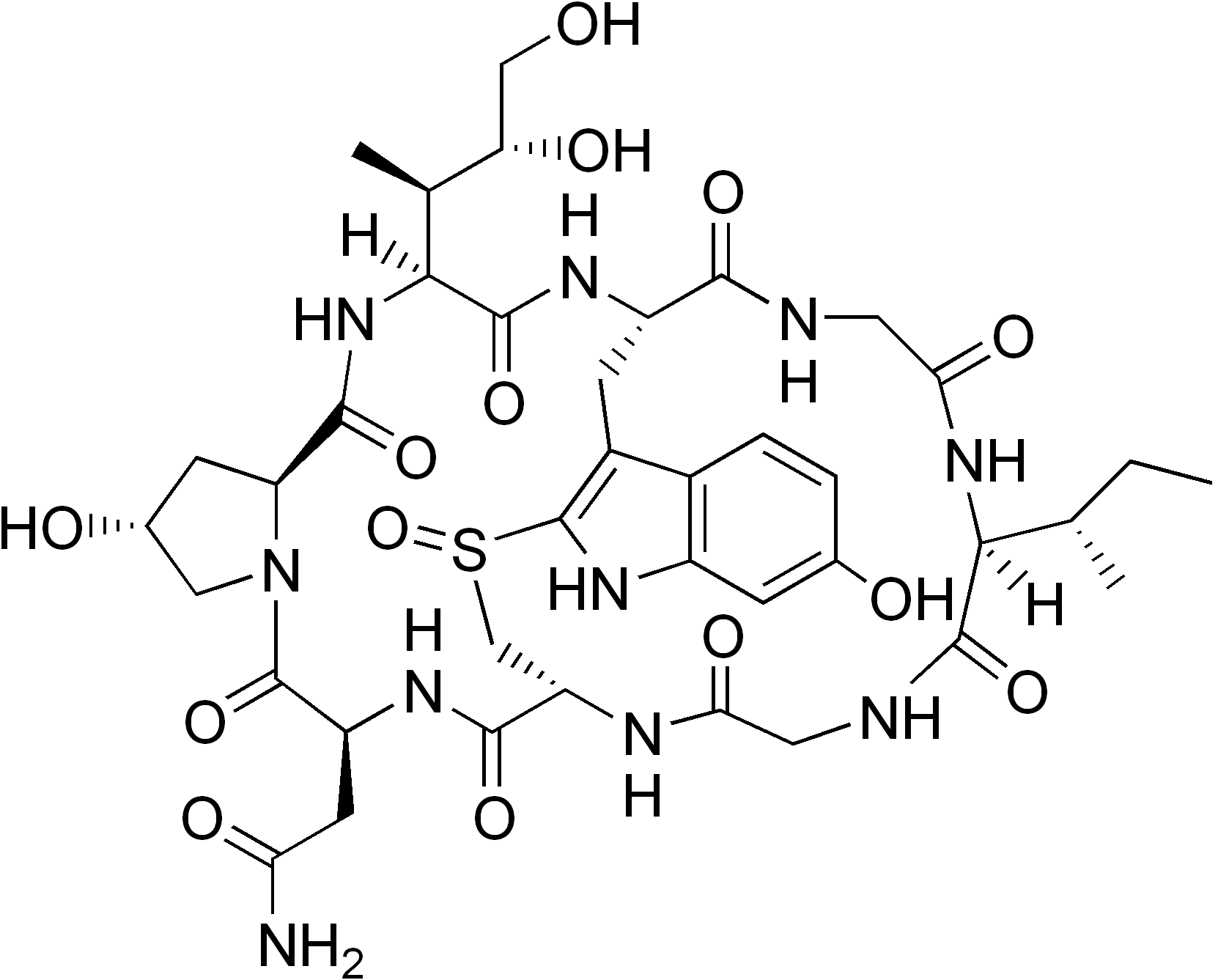
αアマニチンの構造式
イボテン酸の構造式

## 下位分類

### テングタケ属（学名Amanita）
この一群の子実体はschizohymenial development（和名未定）と呼ばれる特徴的な発生方式で知られ、子実体は卵状の構造物内に形成され、成長と共にこれを破って出てくる。構造物の一部は根元に残り「つぼ」などと呼ばれる構造になる。また、ベニテングタケのように破片として傘の周囲に付着する種類もある。

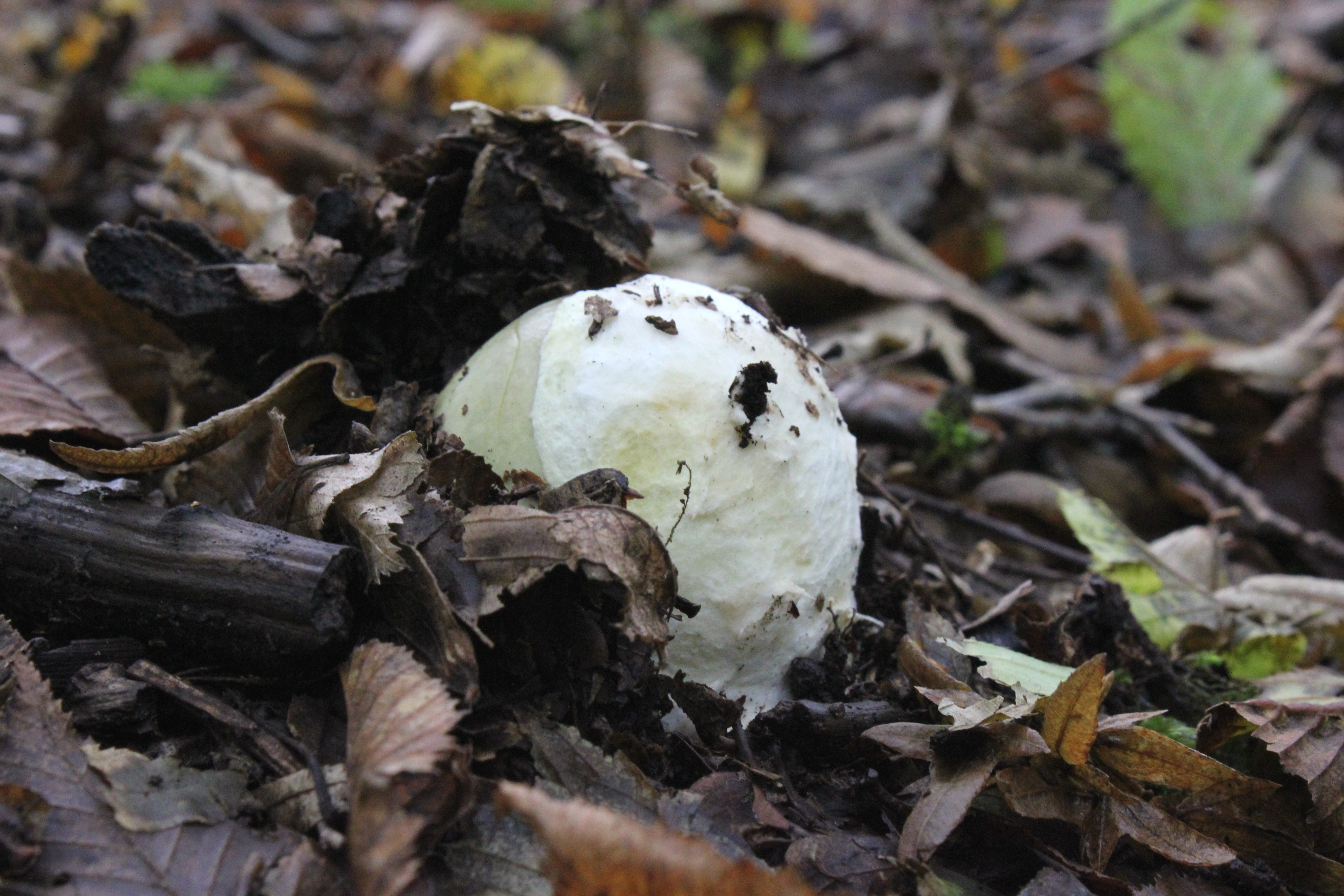
タマゴ状の構造物に包まれたタマゴテングタケ子実体
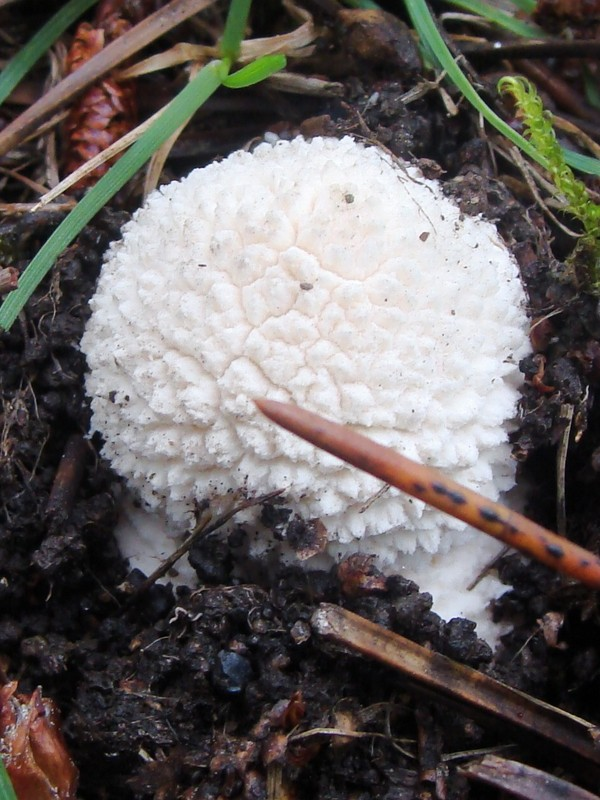
テングタケの子実体
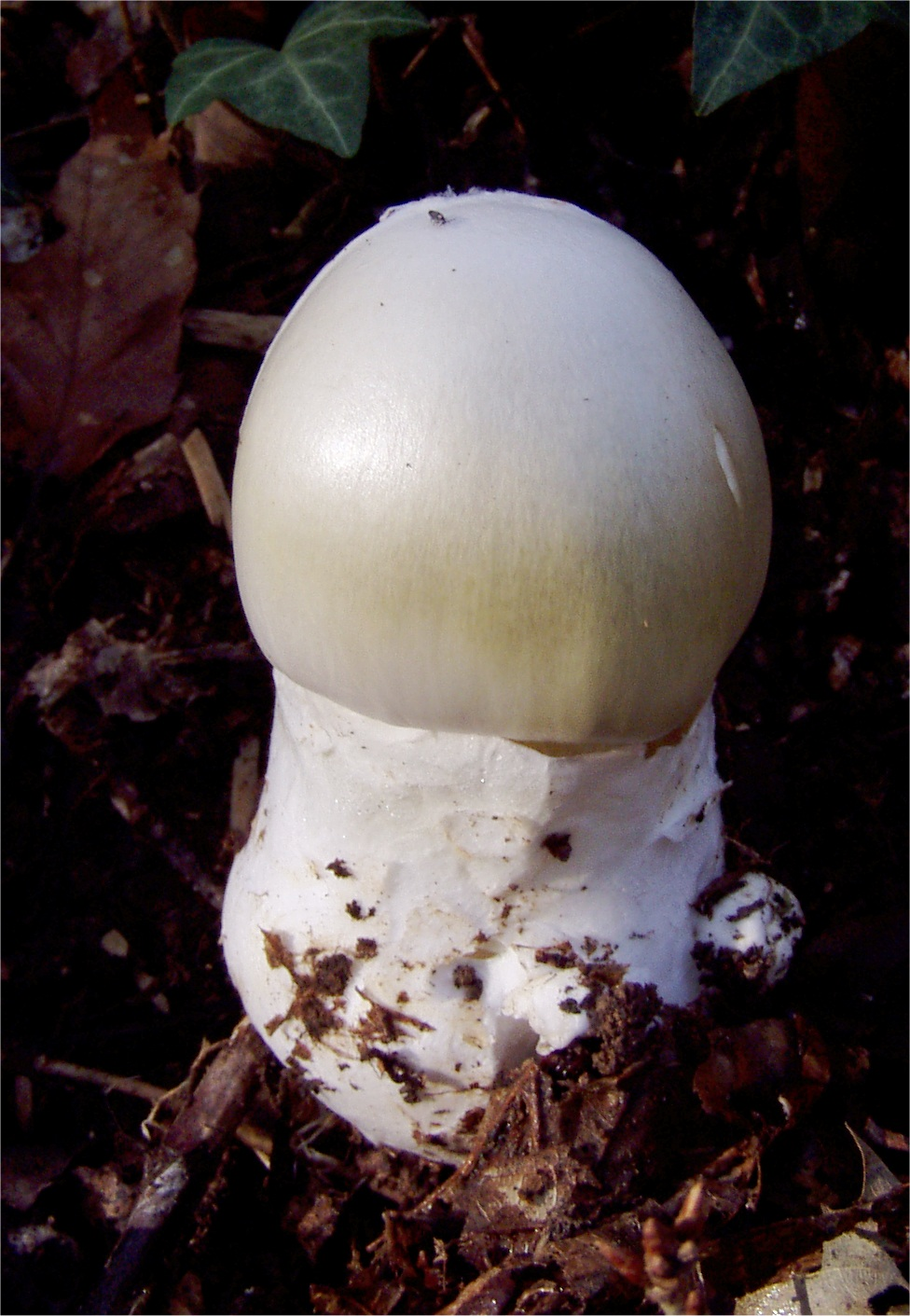
卵を破り出てきたタマゴテングタケの子実体
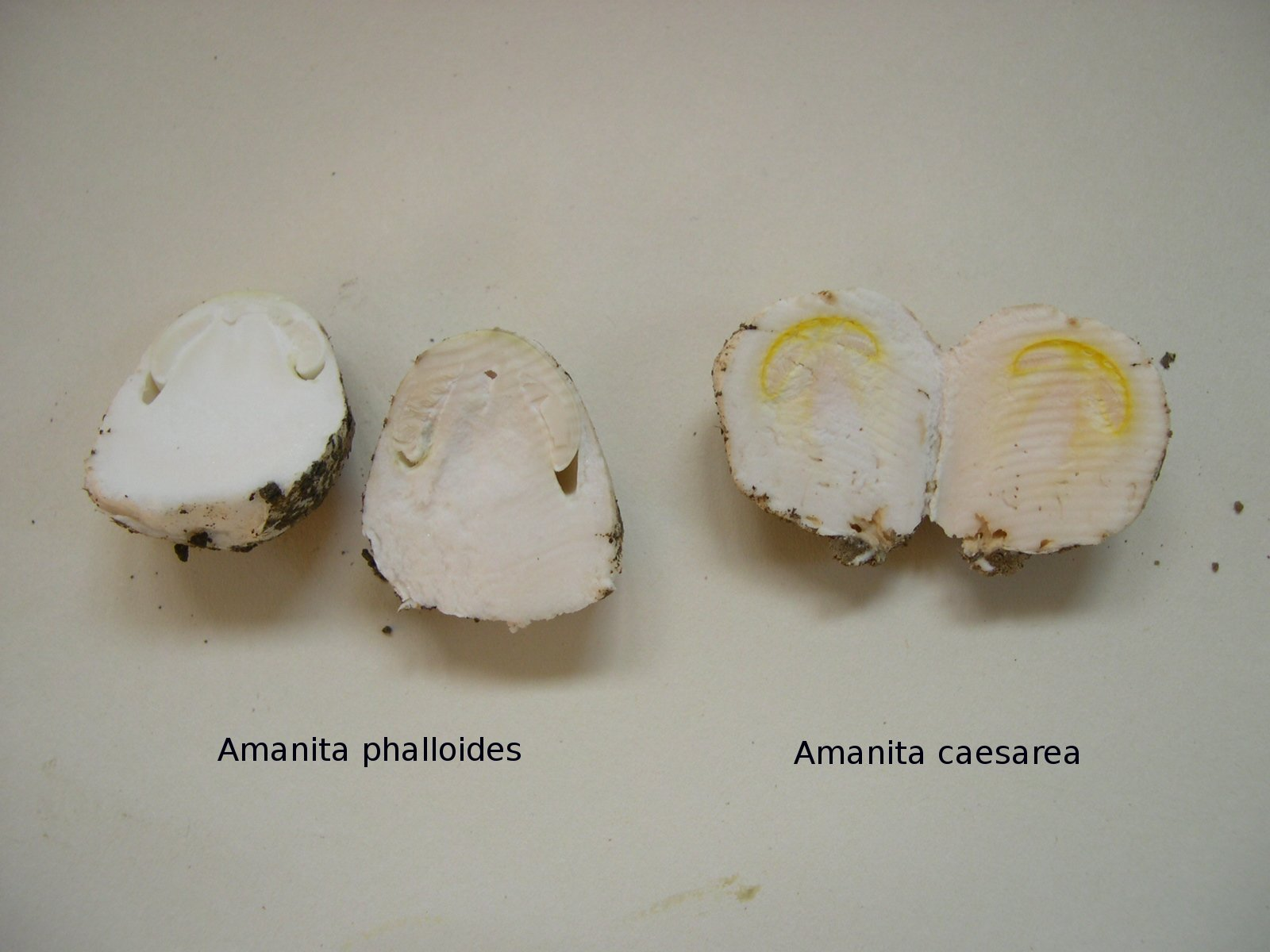
テングタケ属2種の卵の切断面。この時点で子実体が形成されているのがわかる。
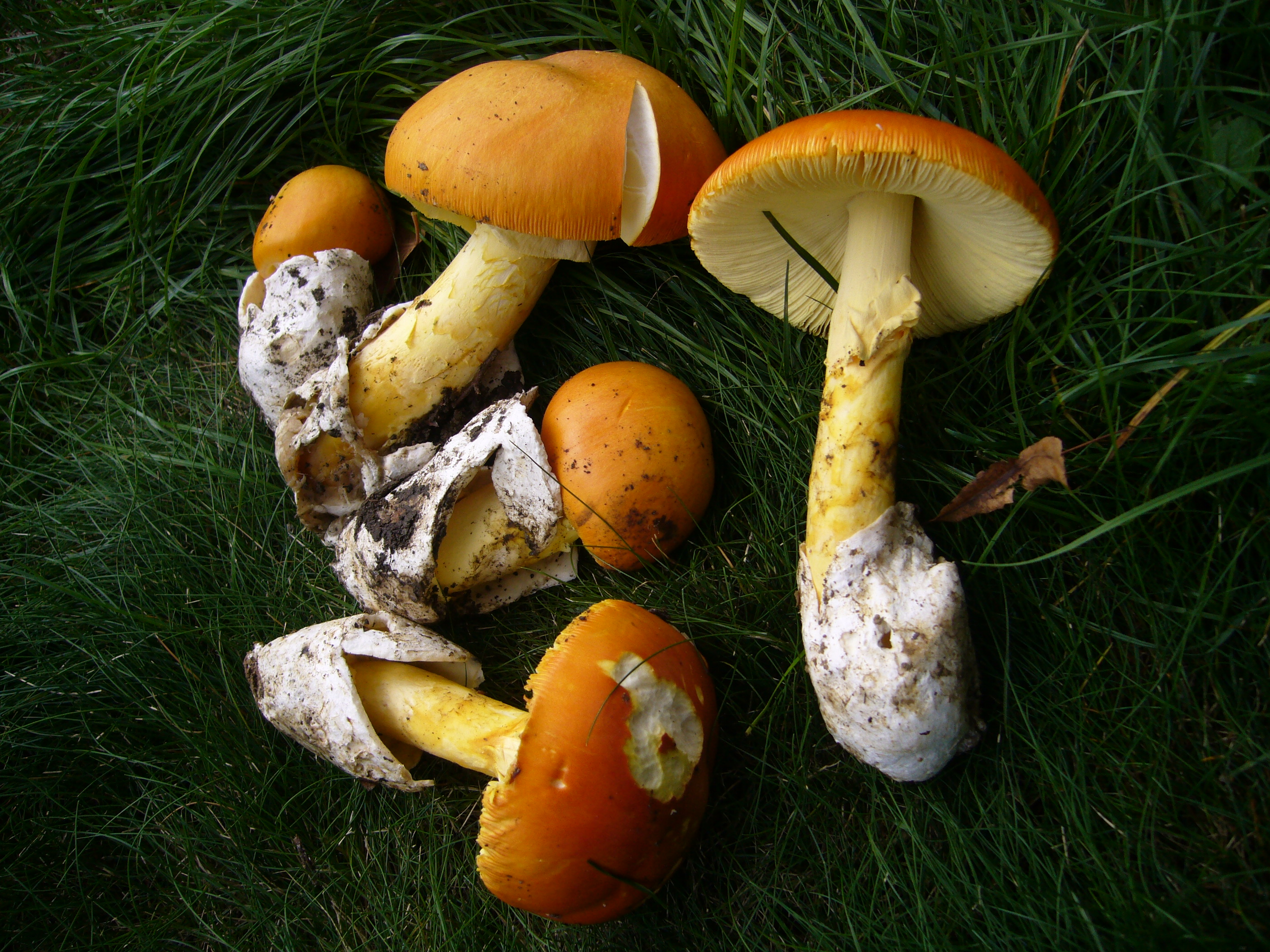
柄の根元に白色のツボ、柄の中ほどにツバがある典型的なテングタケ属の子実体

大きく2亜属に分けられ、胞子がヨウ素溶液（メルツァー試薬、英；Melzer's reagent）で変色しない（所謂非アミロイド性）テングタケ亜属（subgenus Amanita）と変色する（所謂アミロイド性）マツカサモドキ亜属（subgenus Lepidella）に分けられる。これとは別に傘に放射状の模様が現れるものがあり、一般にテングタケ亜属に含まれるものには明瞭な放射模様が現れ、マツカサモドキ亜属は不明瞭で判別できない。

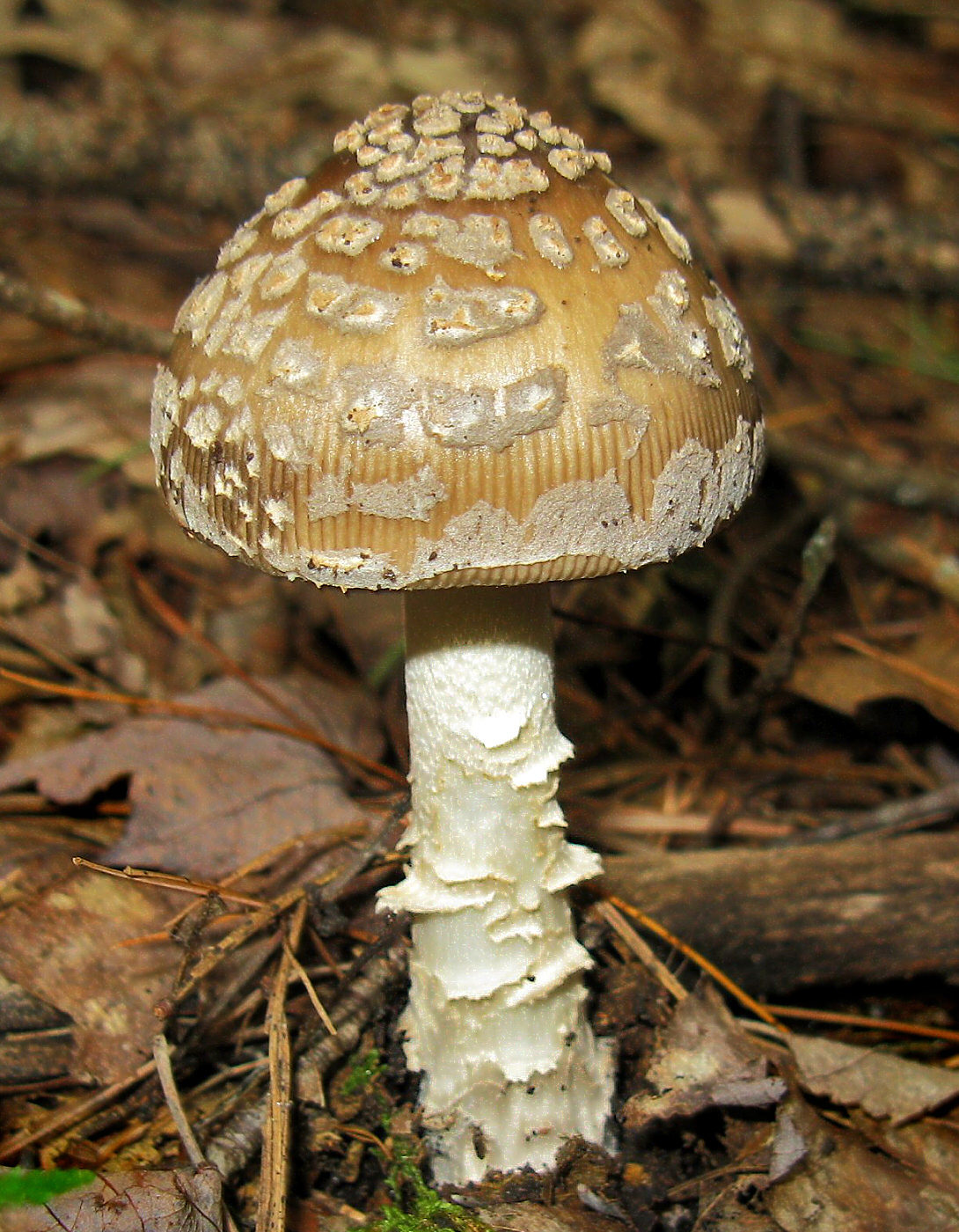
傘に放射状の模様が見えるテングツルタケ（Amanita ceciliae テングタケ亜属）
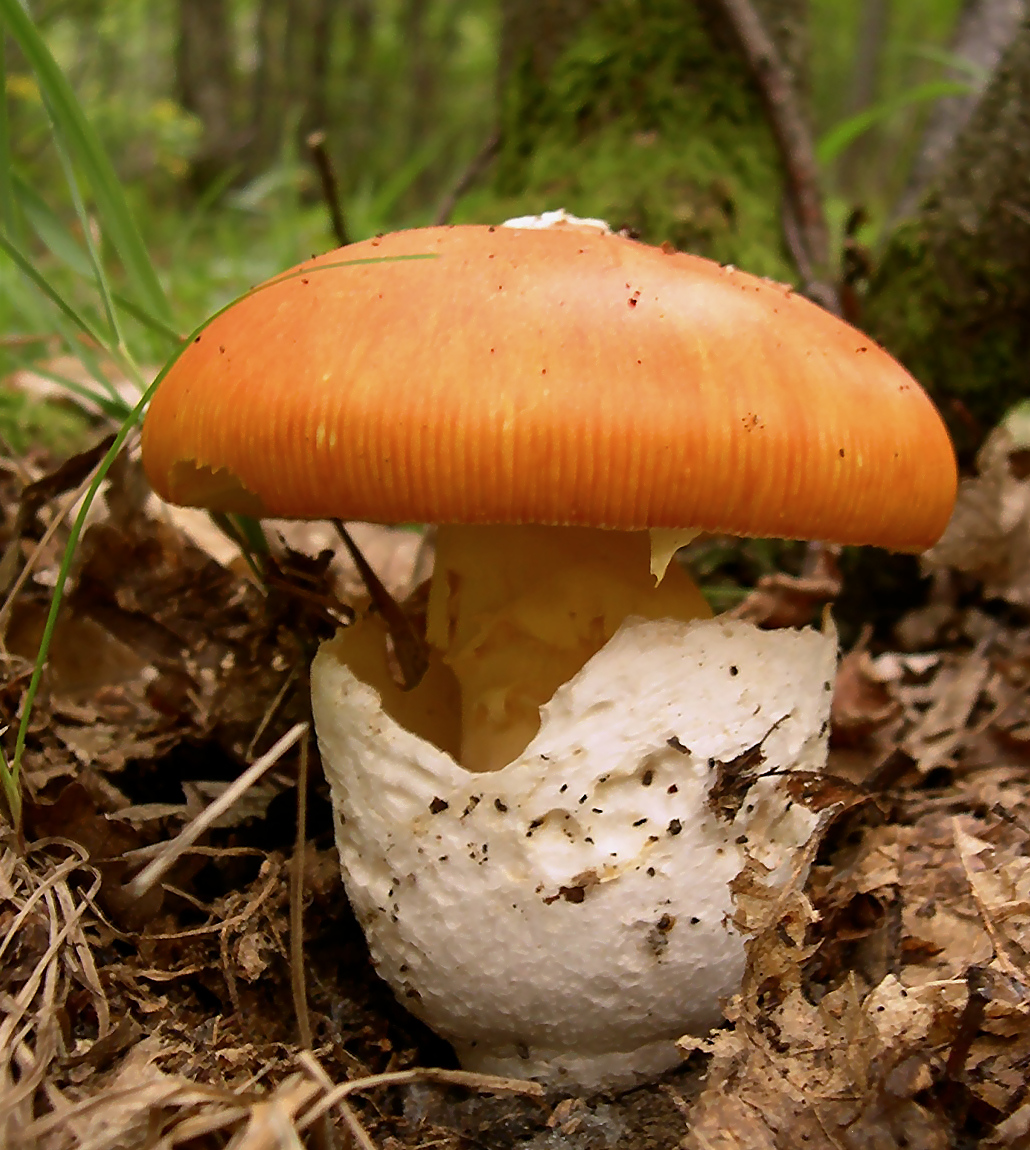
放射状の模様があるセイヨウタマゴタケ（A. caesarea テングタケ亜属）
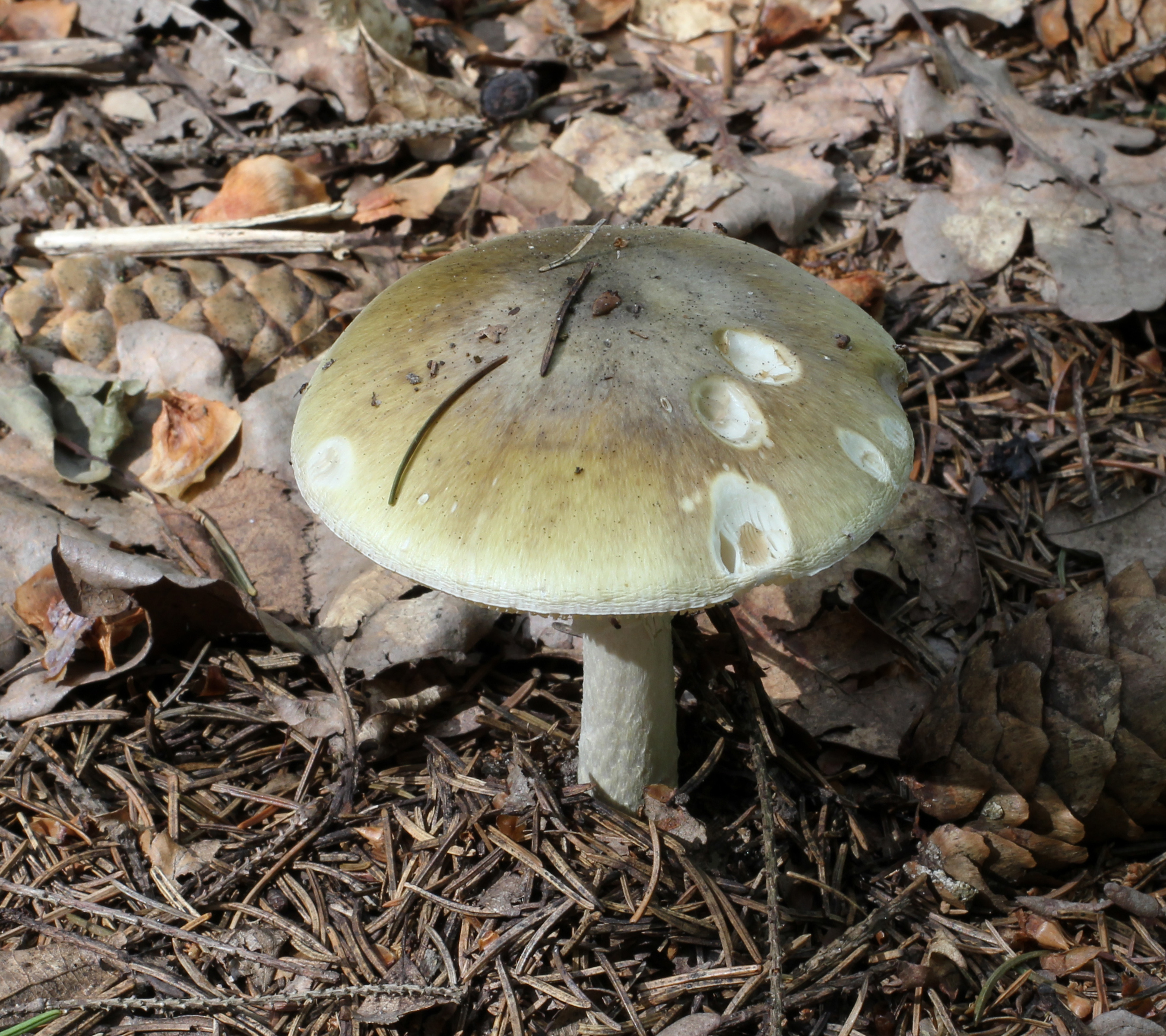
放射状の模様が不明瞭なタマゴテングタケ（A. phalloides マツカサモドキ亜属）

ヒダは白色のものが多いが、タマゴタケの仲間は黄色であり他にも赤みを帯びる種類も知られる。また、ヒダの付き方は柄に対し離生するものが多いが、一部に垂生するものも知られる。

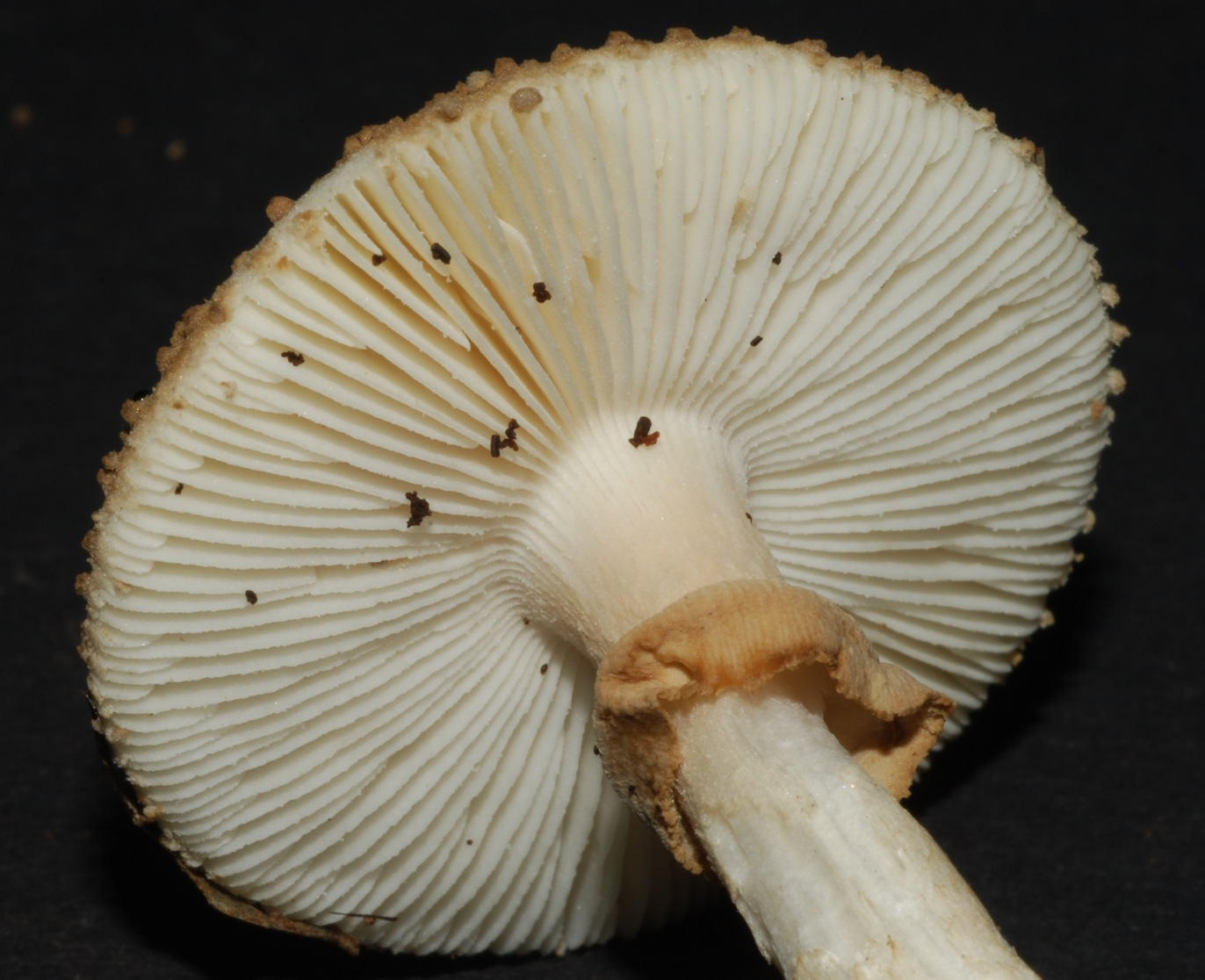
ヒダが垂生するAmanita australis

### Catatrama
中米コスタリカのブナ科森林で見つかったCatatrama costaricensisだけが知られる単型の属である。

### ヌメリカラカサ属 （学名Limacella）
ヌメリカラカサタケとチャヌメリカラカサタケは、日本でも秋の落葉樹林でしばしば観察できる。テングタケ属と違い、つば、つぼがはっきりしない。鱗片状にささくれ立った傘には粘性がある。毒はなく食用にもなるが、粉臭い。近年でも数種の再分類がなされるなど不確定な要素が多い分類群である。

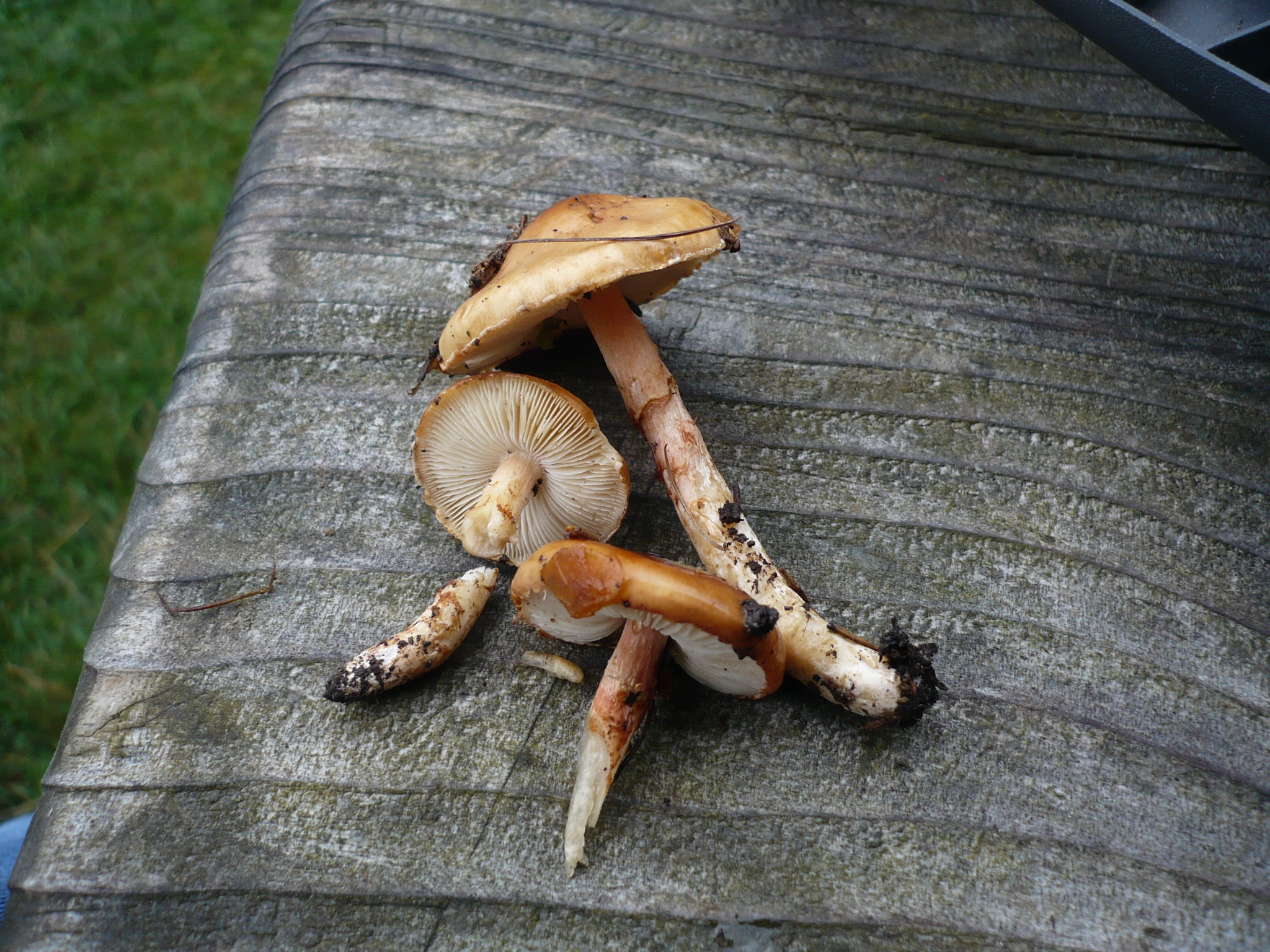
Limacella glioderma
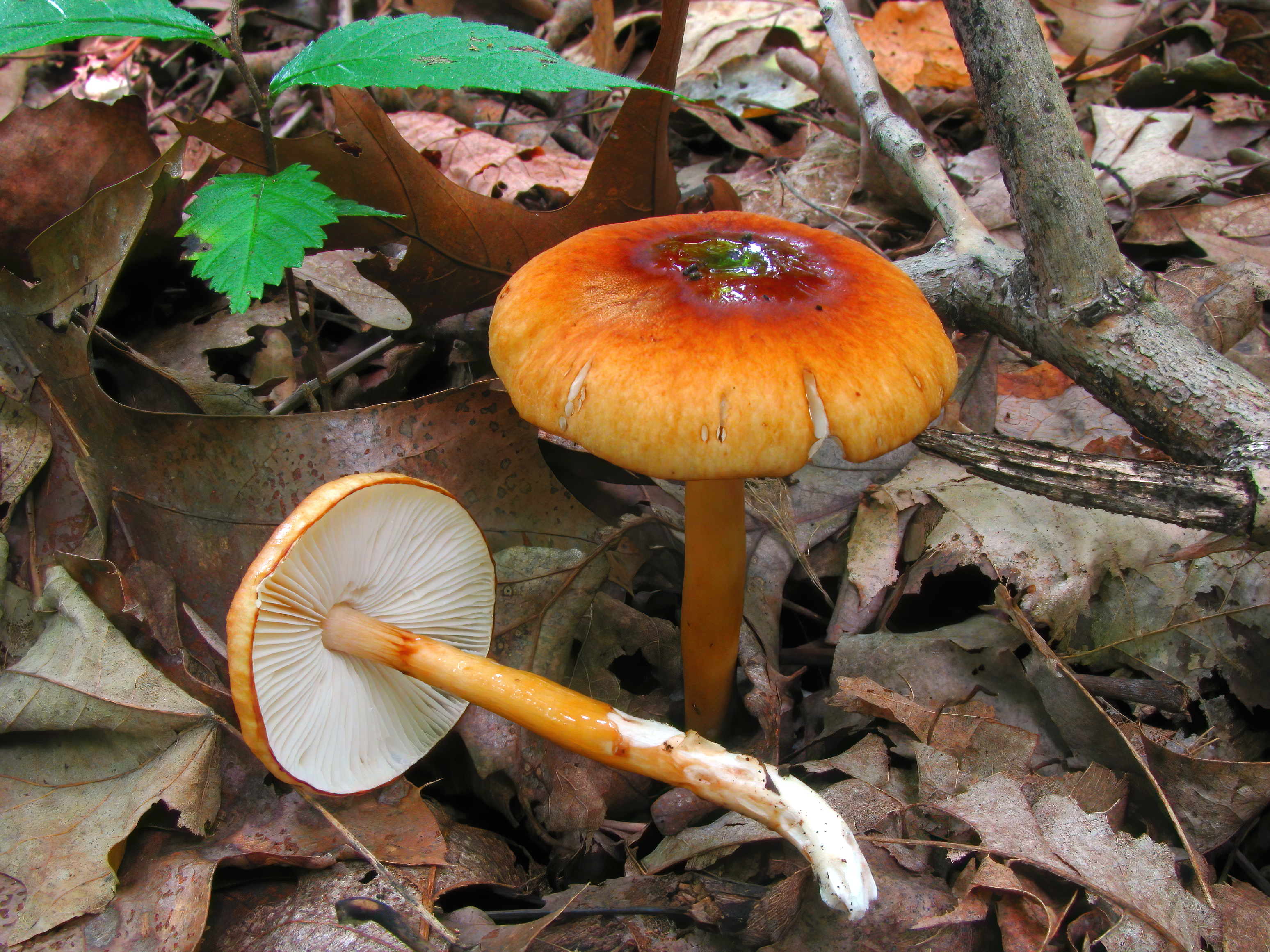
Limacella glischra
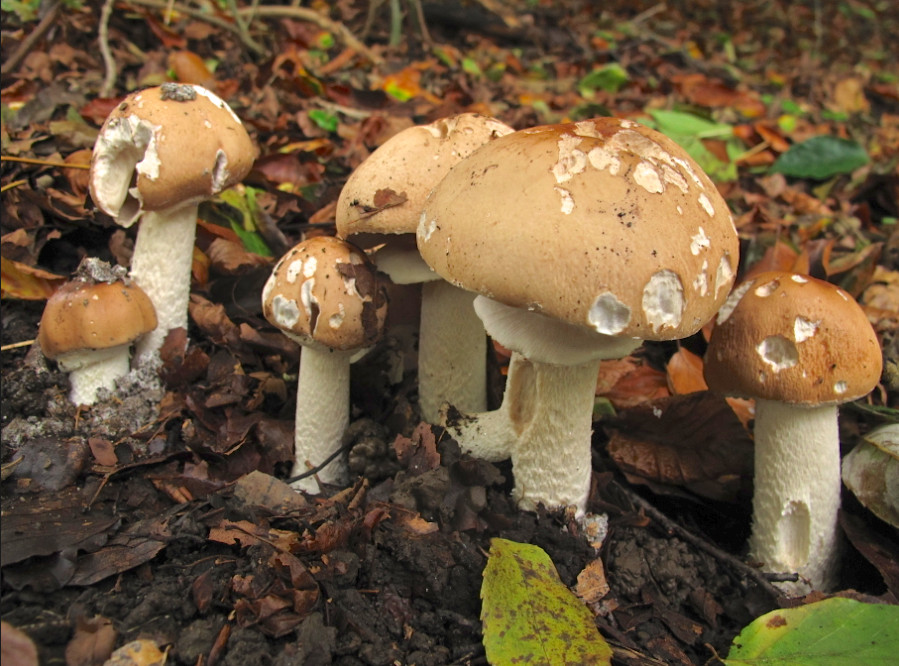
Limacella guttata

### Saproamanita
2010年代に提唱された新しいグループで菌根性ではなく、腐植分解性という生態的特徴に基づいてテングタケ属（Amanita）の一部を分離したもの。分離を認めないとする研究者もいる。

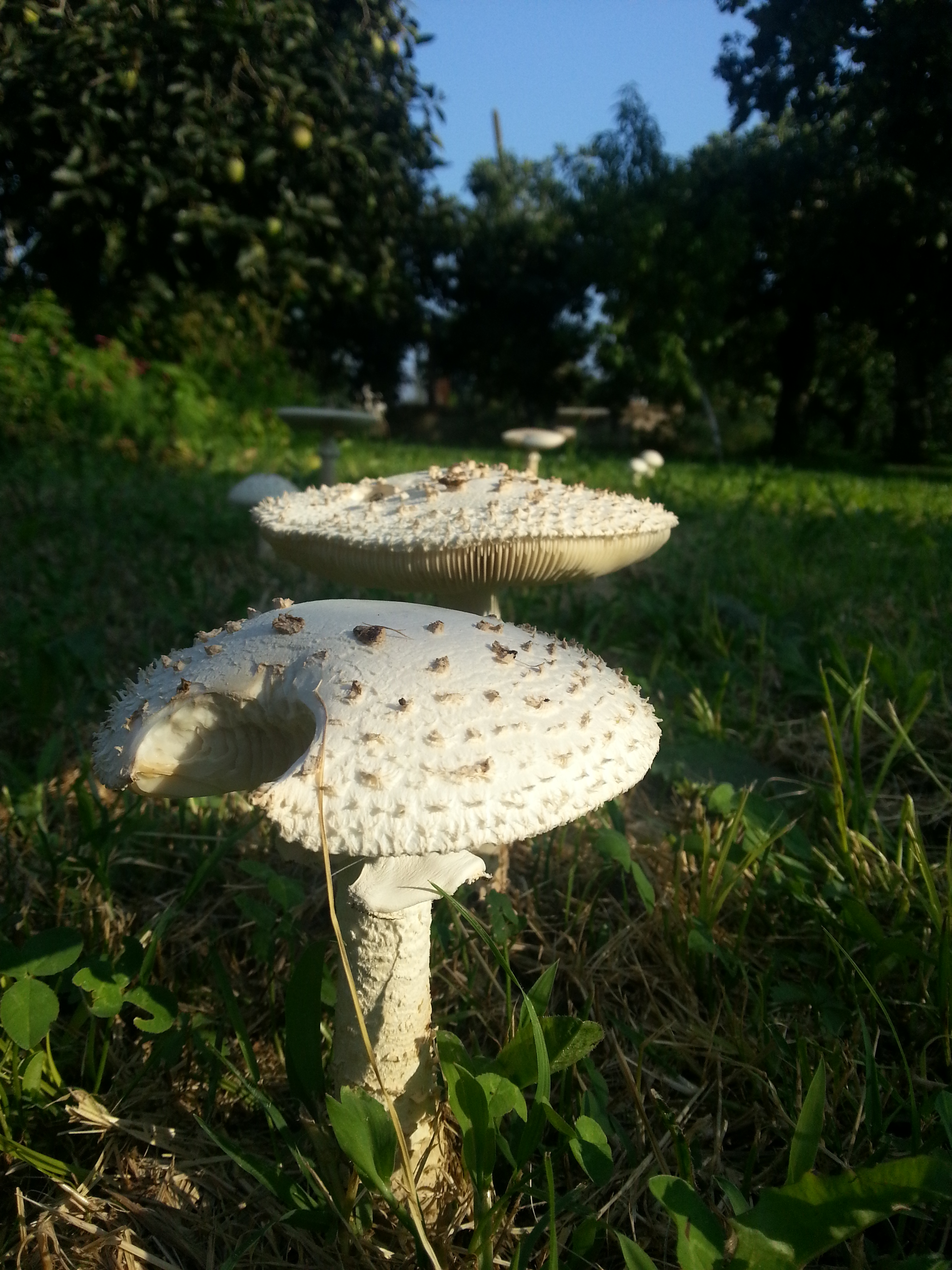
草原に生えたSaproamanita vittadini（イタリア）

### Zhuliangomyces
2019年に前記のヌメリカラカサ属（Limacella）から分離してできた属。